# Centroscyllium nigrum
Centroscyllium nigrum е вид хрущялна риба от семейство Светещи акули (Etmopteridae).

## Разпространение и местообитание
Видът е разпространен в Еквадор (Галапагоски острови), Кокосови острови, Колумбия, Панама, САЩ (Калифорния и Хавайски острови) и Чили.
Обитава пясъчните дъна на океани и морета. Среща се на дълбочина от 269 до 1170 m, при температура на водата от 3,4 до 6,3 °C и соленост 34,4 – 34,6 ‰.

## Описание
На дължина достигат до 51 cm.